# Campionati del mondo di ciclismo su strada 2009 - Gara in linea maschile Elite
La gara in linea Uomini Elite dei Campionati del mondo di ciclismo su strada 2009 è stata corsa corsa il 27 settembre nel territorio circostante Mendrisio, in Svizzera, ed ha affrontato un percorso totale di 262,2 km. È stata vinta dall'australiano Cadel Evans, che ha terminato la gara in 6h56'26".
Alla gara venivano ammessi i corridori nati prima del 1987 escluso, o gli Under-23 già tesserati per una squadra Professionistica UCI.

## Percorso
Partenza ed arrivo dalla zona degli impianti sportivi di Mendrisio. Il circuito prevedeva due asperità: la prima chiamata "Acquafresca", dopo circa 2 km, lunga 1600 metri che attraversava Mendrisio e si portava a Castel San Pietro, con una pendenza media del 10%, seguita da 4580 m di discesa, tecnicamente difficile, che portava a Balerna.
Dopo 1420 m iniziava la seconda ascesa, quella della Torrazza di Novazzano (popolarmente conosciuta come Turascia), 1750 m di lunghezza con pendenze massime attorno al 10%, che nel 1971 vide battersi Felice Gimondi ed Eddy Merckx. Raggiunta Novazzano 800 metri di discesa e poi il tratto pianeggiante che conduceva fino al traguardo a Mendrisio.
Il circuito misurava 13,800 km ed è stato affrontato diciannove volte.

## Squadre e corridori partecipanti
| N.      | Cod. | Squadra         |
| ------- | ---- | --------------- |
| 1-9     | ITA  | Italia          |
| 10-18   | ESP  | Spagna          |
| 19-27   | AUS  | Australia       |
| 28-36   | GER  | Germania        |
| 37-45   | RUS  | Russia          |
| 46-54   | BEL  | Belgio          |
| 55-58   | LUX  | Lussemburgo     |
| 59-67   | NOR  | Norvegia        |
| 68-75   | USA  | Stati Uniti     |
| 76-84   | GBR  | Gran Bretagna   |
| 85-90   | NED  | Paesi Bassi     |
| 91-96   | FRA  | Francia         |
| 97-99   | CZE  | Repubblica Ceca |
| 100-105 | DEN  | Danimarca       |
| 106-111 | SUI  | Svizzera        |
| 112-117 | SLO  | Slovenia        |
| 118-123 | COL  | Colombia        |
| 124-126 | POR  | Portogallo      |
| 127-132 | POL  | Polonia         |
| 133-138 | KAZ  | Kazakhistan     |
| 139-144 | UKR  | Ukraina         |
| 145     | RSA  | Sud Africa      |
| 146-151 | VEN  | Venezuela       |

| N.      | Cod. | Squadra       |
| ------- | ---- | ------------- |
| 152-154 | JPN  | Giappone      |
| 155-157 | EST  | Estonia       |
| 158-160 | NZL  | Nuova Zelanda |
| 161-163 | ARG  | Argentina     |
| 164-166 | AUT  | Austria       |
| 167-169 | CRO  | Croazia       |
| 170-172 | SVK  | Slovacchia    |
| 173-175 | BRA  | Brasile       |
| 176-178 | CAN  | Canada        |
| 179-181 | SWE  | Svezia        |
| 182-184 | HUN  | Ungheria      |
| 185-187 | SRB  | Serbia        |
| 188     | URU  | Uruguay       |
| 189-190 | LAT  | Lettonia      |
| 191     | CRC  | Costa Rica    |
| 192     | CHI  | Cile          |
| 193-195 | IRL  | Irlanda       |
| 196     | LTU  | Lituania      |
| 197-199 | BLR  | Bielorussia   |
| 200     | NAM  | Namibia       |
| 201     | FIN  | Finlandia     |
| 202     | ECU  | Ecuador       |

## Resoconto degli eventi
La gara partiva alle 10:30 da Mendrisio e, come per l'edizione precedente, vedeva sin dalle prime battute staccarsi una fuga formata da dieci uomini, senza alcun rappresentante delle nazionali delle pretendenti al titolo, che arrivava a guadagnare più di 10 minuti. Toccava dunque alle principali squadre, in particolare l'Italia con Bruseghin, il lavoro per ricucire sul gruppetto di fuggitivi a cui seguiva una controfuga, con l'iridato uscente Ballan, scortato da Visconti, Scarponi e Paolini, Boonen e Kirchen.
Questa volta era lo svizzero, e tra i principali pretendenti al titolo, Fabian Cancellara a tirare in prima persona e ricompattare la corsa, mettendo fuori gioco sia Boonen che Ballan. Entrava poi in gioco l'Italia che, con Basso e Pozzato, aumentava il ritmo sulla penultima ascesa verso Novazzano, senza risultati. Nell'ultimo giro, sull'Acquafresca, ancora Cancellara cercava l'attacco anticipando gli avversari senza però ottenere risultati, ma scompaginando la tattica italiana e lasciando il capitano azzurro Cunego senza compagni. Rimanevano quindi in otto, tra cui i tre spagnoli Valverde, Sanchez e Rodriguez, ma erano poi quest'ultimo, il russo Kolobnev ed Evans ad allungare verso Novazzano. Sulla Torrazza scattava Evans che scollinava con 13" di vantaggio e giungeva da solo al traguardo.
Per l'Australia è stato il primo titolo iridato della storia nella corsa in linea Elite.

## Ordine d'arrivo (Top 10)
| Pos. | Corridore          | Squadra   | Tempo    |
| ---- | ------------------ | --------- | -------- |
| 1    | Cadel Evans        | Australia | 6h56'26" |
| 2    | Aleksandr Kolobnev | Russia    | a 27"    |
| 3    | Joaquim Rodríguez  | Spagna    | s.t.     |
| 4    | Samuel Sánchez     | Spagna    | a 30"    |
| 5    | Fabian Cancellara  | Svizzera  | s.t.     |
| 6    | Philippe Gilbert   | Belgio    | a 51"    |
| 7    | Matti Breschel     | Danimarca | s.t.     |
| 8    | Damiano Cunego     | Italia    | s.t.     |
| 9    | Alejandro Valverde | Spagna    | s.t.     |
| 10   | Simon Gerrans      | Australia | a 1'47"  |